# Torre Sevilla

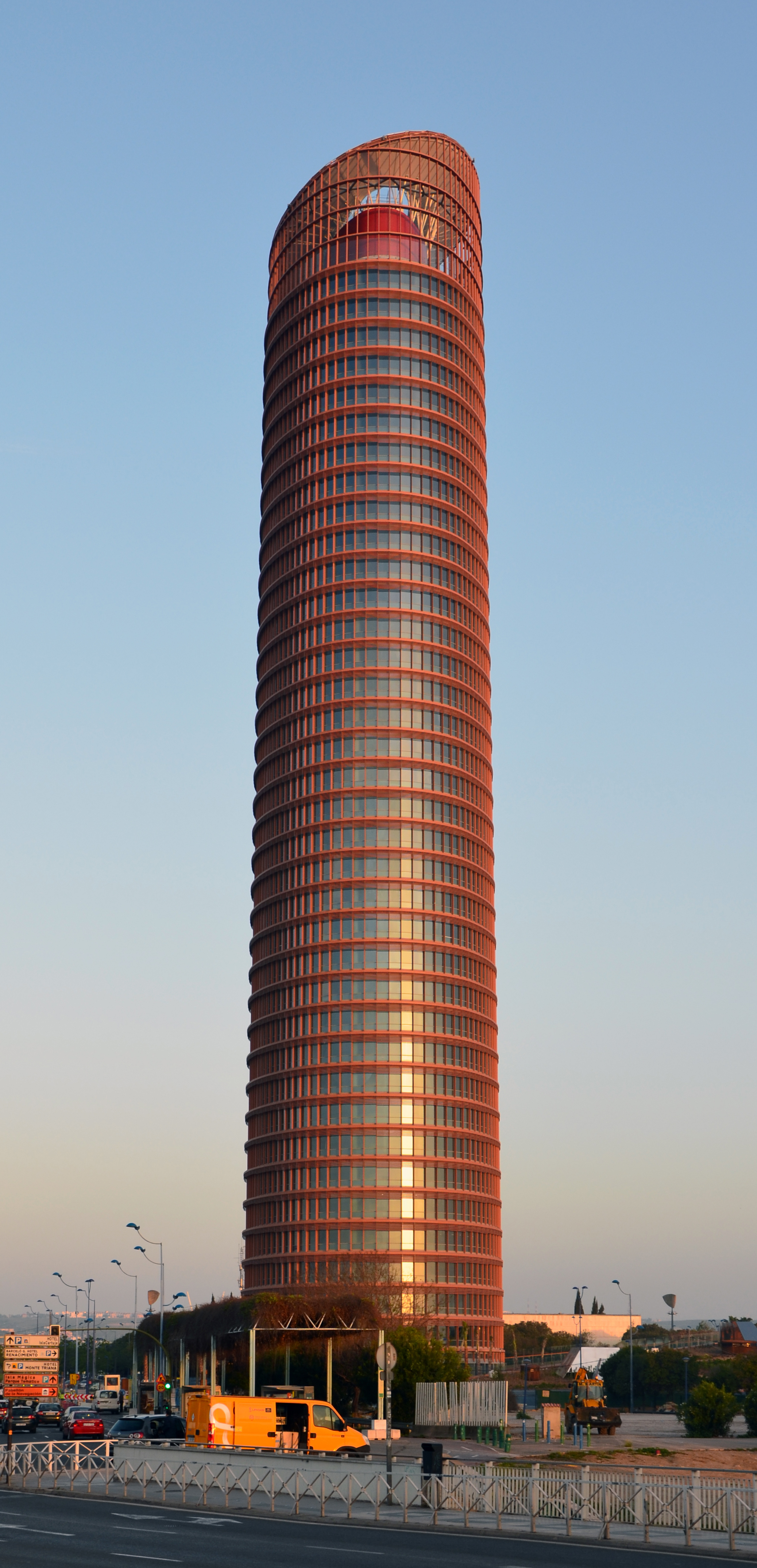
Torre Sevilla April 2015

Der Torre Sevilla, bis 2015 als Cajasol Tower oder Pelli Tower bekannt, ist ein Wolkenkratzer in Sevilla, Spanien. Der Bau begann im März 2008 und wurde 2015 abgeschlossen. Der Turm ist 180,5 Meter hoch und hat 40 Stockwerke. Es ist ein Bürogebäude, dessen Eingang sich an der Odiel Straße befindet. Der Turm ist das höchste Gebäude in Andalusien und in der Stadt Sevilla und das siebthöchste in Spanien.